# Velká Buková
Velká Buková är en ort i Tjeckien.   Den ligger i regionen Mellersta Böhmen, i den centrala delen av landet, 40 km väster om huvudstaden Prag. Velká Buková ligger 430 meter över havet och antalet invånare är 256.
Terrängen runt Velká Buková är platt norrut, men söderut är den kuperad. Runt Velká Buková är det ganska glesbefolkat, med 43 invånare per kvadratkilometer. Närmaste större samhälle är Beroun, 17,8 km öster om Velká Buková. I omgivningarna runt Velká Buková växer i huvudsak blandskog.